# Bommelskous
Bommelskous is een buurtschap in Hoeksche Waard in de Nederlandse provincie Zuid-Holland.
De buurtschap ligt ongeveer vier kilometer ten noorden van Numansdorp en ongeveer drie kilometer ten westen van Klaaswaal, net ten oosten van de A29.
De buurtschap bestaat uit huizen aan de Bommelskoussedijk, rond de stoep van de Volgerlandseweg, met een enkel huis aan de Korteweg-West.